# Sue Barker

Susan Barker (Paignton, 19 de abril de 1956), más conocida como Sue Barker, es una extenista británica de los años 1970 y 80. Fue campeona de Roland Garros en 1976 en la modalidad de individuales y número 3 del mundo. Tras su retirada, es comentarista en la BBC.

## Biografía
Sue Barker nació en Paignton, Devon (Reino Unido). 
Debutó en el circuito profesional en 1973 y pronto se situó entre las primeras jugadoras del mundo. Ganó su primer torneo en la categoría de individuales un año después, derrotando a su compatriota Sue Mappin en la final de Surbiton. En la segunda mitad de la década de los 70, Barker hizo sus mejores actuaciones en los torneos de Grand Slam, coronándose campeona de Roland Garros en 1976 derrotando en la final a la checoslovaca Renata Tomanova por 6-2, 0-6, 6-2.
En 1977, jugó la final del Máster de tenis perdiéndola ante la estadounidense Chris Evert por 6-2, 1-6, 1-6.
En su 11 años de carrera profesional, Sue Barker ganó 15 torneos en individuales y 13 en dobles, llegando a ser la nº 3 del mundo. Tras su retirada, fue comentarista deportiva de varias cadenas, vinculándose con la BBC en 1993. Es voz habitual en la retransmisiones del Torneo de Wimbledon y del programa A Question of Sport.
Estuvo relacionada sentimentalmente con el golfista Greg Norman o el cantante Cliff Richard. Se casó en 1988 con Lance Tankard.

## Carrera

### Torneos de Grand Slam

#### Campeonato en individuales(1)
| Año  | Campeonato    | Oponente en la Final | Resultado     |
| 1976 | Roland Garros | Renata Tomanova      | 6–2, 0-6, 6-2 |

### Títulos

#### Individuales (15)
| Clasificación        |
| Grand Slam (1)       |
| WTA Championship (0) |
| Tier I (0)           |
| Tier II (0)          |
| Tier III (0)         |
| Tier IV (0)          |
| Tier V (0)           |
| VS (14)              |

| Títulos por superficie |
| Cemento (0)            |
| Tierra (5)             |
| Hierba (6)             |
| Moqueta (4)            |

| Nº  | Fecha                    | Torneo        | Superficie | Rival                  | Resultado     |
| 1.  | 27 de mayo de 1974       | Surbiton      | Hierba     | Sue Mappin             | 6-2, 7-5      |
| 2.  | 8 de julio de 1974       | Bastad        | Tierra     | Marijke Jansen         | 6-1, 7-5      |
| 3.  | 7 de julio de 1975       | Bastad        | Tierra     | Helga Niessen Masthoff | 6-4, 6-0      |
| 4.  | 14 de julio de 1975      | Kitzbühel     | Tierra     | Pam Teeguarden         | 6-4, 6-4      |
| 5.  | 1 de diciembre de 1975   | Adelaida      | Hierba     | Helga Niessen Masthoff | 6-5 retirada  |
| 6.  | 5 de enero de 1976       | Auckland      | Hierba     | Helga Niessen Masthoff | 6-2, 6-1      |
| 7.  | 17 de mayo de 1976       | Hamburgo      | Tierra     | Renata Tomanova        | 6-3, 6-1      |
| 8.  | 31 de mayo de 1976       | Roland Garros | Tierra     | Renata Tomanova        | 6-2, 0-6, 6-2 |
| 9.  | 28 de febrero de 1977    | San Francisco | Moqueta    | Virginia Wade          | 6-3, 6-4      |
| 10. | 7 de marzo de 1977       | Dallas        | Moqueta    | Terry Holladay         | 6-1, 7-6      |
| 11. | 21 de noviembre de 1978  | Brisbane      | Hierba     | Chris O'Neil           | 6-1, 6-3      |
| 12. | 3 de junio de 1979       | Manchester    | Hierba     | Anne Hobbs             | 7-5, 4-6, 6-0 |
| 13. | 10 de septiembre de 1979 | Pittsburg     | Moqueta    | Renée Richards         | 7-3, 6-1      |
| 14. | 3 de diciembre de 1979   | Sídney        | Hierba     | Rosalyn Fairbank       | 6-0, 7-5      |
| 15. | 19 de octubre de 1981    | Brighton      | Moqueta    | Mima Jaušovec          | 4-6, 6-1, 6-1 |

### Finalista (16)
- 1. 1974: Chischeter, pierde ante Paulina Peisachov por 6-2, 6-2
- 2. 1975: París, pierde ante Virginia Wade por 6-1, 6-7, 9-7
- 3. 1975: Sídney, pierde ante Evonne Goolagong por 6-2, 6-4
- 4. 1976: Bournemouth, pierde ante Helga Masthoff por 5-7, 6-3, 6-2
- 5. 1976: Tokio, pierde ante Chris Evert por 6-2, 7-6
- 6. 1976: Melbourne, pierde ante Margaret Court por 6-2, 6-2
- 7. 1977: Houston, pierde ante Martina Navratilova por 7-6, 7-5
- 8. 1977: Mineapolis, pierde ante Martina Navratilova por 6-0, 6-1
- 9. 1977: Detroit, pierde ante Martina Navratilova por 6-4, 6-1
- 10. 1977: Máster, pierde ante Chris Evert por 2-6, 6-1, 6-1
- 11. 1977: Sídney, pierde ante Evonne Goolagong por 6-2, 6-3
- 12. 1979: Boston, pierde ante Dianne Fromholtz por 6-2, 7-6
- 13. 1979: Carlsbad, pierde ante Kerry Reid por 7-6, 3-6, 6-2
- 14. 1979: Chichester, pierde ante Evonne Goolagong por 6-1, 6-4
- 15. 1980: Adelaida, pierde ante Hana Mandlikova por 6-2, 6-4
- 16. 1981: Richmond, pierde ante Mary Lou Parker por 6-4, 6-1